# SN 2008ax
SN 2008ax — сверхновая звезда типа Ib, вспыхнувшая 4 марта 2008 года в созвездии Гончих Псов.

## Характеристики
Вспышка сверхновой произошла в спиральной галактике NGC 4490, которая находится в 35 млн св. лет от нас. Местоположение SN 2008ax — 46,54″ к западу и 41,67″ к северу от центра галактики. Событие было зарегистрировано независимо сотрудниками Ликской обсерватории и японским астрономом-любителем Коити Итагаки (англ. Koichi Itagaki). Изучение более ранних снимков телескопа «Хаббл» данной галактики позволило идентифицировать звезду на месте взрыва сверхновой. Предположительно ею была либо массивная богатая гелием звезда Вольфа — Райе, либо сбросившая свою оболочку компонента в двойной системе. Спектральные снимки в течение первых дней вспышки показывали ярко выделенные Н-линии, как у переменной P Лебедя, количество которых шло на спад и исчезло совсем в течение следующих двух месяцев. В то же время линии He I становились всё более отчётливее. SN 2008ax наглядно показывает стандартную спектральную эволюцию сверхновых типа Ib.